# Madeline Daniell
Madeline Margaret Daniell, geborene Carter  (* 19. Mai 1832 in Secrole, Varanasi, Uttar Pradesh, Indien; † 21. April 1906 Southsea, England), war eine schottisch-britische Lehrerin und Aktivistin für das Recht der Frauen auf Hochschulbildung.

## Leben
Daniell wurde als Tochter von Helen Gray und Major Henry Carter, einem Mitglied der Bengal Native Infantry, geboren. Sie wurde an der Edinburgh Institution for the Education of Young Ladies ausgebildet, bevor an einem Mädchenpensionat auf dem Kontinent die Schule abschloss. Am 13. November 1851 heiratete sie den Kavallerieoffizier Charles Astell Daniell, mit dem sie einen Sohn hatte. Ihr Mann starb am 24. November 1855 in Lahore.
Nach dem Tod ihres Mannes kehrte sie nach Schottland zurück, wo sie an der Gründung der Edinburgh Ladies' Educational Association (später die Edinburgh Association for the University Education of Women) mitwirkte, einer Organisation, die Frauen eine nachschulische Ausbildung ermöglichte. Im Jahr 1866 war sie Gastgeberin der ersten Vorstandssitzung der Vereinigung in ihrem Haus und wurde von 1866 bis 1869 ehrenamtliche Sekretärin. In den Anfangsjahren der Vereinigung war die Präsidentin Mary Crudelius oft gesundheitlich angeschlagen, und Daniell übernahm einen Großteil der Arbeit. Im ersten Jahr veranstaltete die Vereinigung Vorlesungen für Frauen über englische Literatur, die von David Masson von der University of Edinburgh gehalten wurden, und später auch Kurse in Physik und Geistesphilosophie. Daniell besuchte viele der Kurse der Association selbst.
1870 verließ Daniell Edinburgh und ging nach St Andrews, um sich um ihre Mutter zu kümmern. Sie war an der Gründung der St Leonard's School for Girls beteiligt, einer Schule, die Mädchen und jungen Frauen eine hochwertige Ausbildung bot, bevor sie eine Universität besuchten. Sie war eine der beiden Gründungssekretärinnen der St Andrews School for Girls Company, die Trägerin der Schule war.
Nach dem Tod ihrer Mutter zog Daniell nach London, wo sie sich in der Wohltätigkeitsarbeit für verarmte Frauen engagierte. Während ihres Aufenthalts in London lernte sie Constance Naden kennen, mit der sie 1887 eine Reise nach Konstantinopel, Palästina, Ägypten und Indien unternahm. Nach ihrer Rückkehr lebte Daniell in Nadens Haus am Gloucester Square, bis Naden 1889 starb. Daniell schrieb die Naden würdigende Einführung in deren posthum erschienenem Buch Induction and Deduction.
Nach Nadens Tod zog Daniell nach Southport, wo sie sich erneut in Organisationen engagierte, die sich für die Rechte der Frauen, darunter das Frauenwahlrecht, einsetzten: die Women's Local Government Society, die Southport University Extension Society und die Women's Liberal Association.
Daniell starb 1906 in ihrem Haus in der Ashburton Road, Southsea, nach einer langen, lähmenden Krankheit.